# Swiss Casinos
Swiss Casinos ist eine Casinogruppe in der Schweiz und betreibt vier Casinos (Zürich, St. Gallen, Pfäffikon SZ und Schaffhausen) sowie ein lizenziertes Online-Casino mit dem Namen swisscasinos.ch. Die Swiss Casino Holding AG mit Sitz in Zürich erbringt zentrale Dienstleistungen für alle Casinos der Gruppe und fungiert als Hauptsitz. Zum Unternehmen gehört auch das Restaurant GEORGE Bar & Grill, das sich im selben Gebäude wie das Swiss Casino Zürich befindet und ebenfalls Teil der Gruppe ist. Die Swiss Casinos Gruppe beschäftigt 562 Mitarbeiter.

## Geschichte
Die Ursprünge der Swiss Casinos Gruppe reichen in die 1970er-Jahre zurück. Im Jahr 2000 übernahm der Unternehmer Hans-Ueli Rihs das Unternehmen und gründete die heutige Swiss Casinos Holding AG. 2002 wurden das Swiss Casino Pfäffikon und das Swiss Casino Schaffhausen eröffnet, gefolgt vom Standort in St. Gallen im Jahr 2003. Im Jahr 2012 kam das Swiss Casino Zürich hinzu. Nachdem 2019 die rechtliche Grundlage für Online Casinos geschaffen wurde, lancierte die Gruppe das Online Casino swisscasinos.ch. Im Jahr 2023 wurden die Konzessionen für Zürich, St. Gallen, Pfäffikon (inkl. Online) erneuert sowie neu für Winterthur erteilt. Diese gelten ab dem 1. Januar 2025 für 20 Jahre. Das Swiss Casino Winterthur wird im Dezember 2025 eröffnet, während das Swiss Casino Schaffhausen bis dahin den Betrieb einstellt.

## Standorte und Konzessionen
Die Swiss Casinos Gruppe besteht aus folgenden Betrieben:
- Swiss Casino Zürich – A-Konzession
- Swiss Casino St. Gallen – A-Konzession
- Swiss Casino Pfäffikon – B-Konzession (inkl. Online Casino)
- Swiss Casino Schaffhausen – B-Konzession (bis Ende 2025)
- Swiss Casino Winterthur – A-Konzession (ab Dezember 2025)
- Online-Casino swisscasinos.ch – Erweiterte Konzession für Onlinebetrieb

### Swiss Casino Zürich
Das Swiss Casino Zürich befindet sich im historischen Haus Ober im Zentrum von Zürich. Es umfasst zwei Etagen mit einer Gesamtfläche von 3.000 m², auf denen 275 Spielautomaten und 18 Spieltische mit Roulette, Poker und Blackjack angeboten werden. Rund 180 Mitarbeitende waren per Ende 2024 beschäftigt. Der Ertrag des Standorts belief sich im Jahr 2024 auf CHF 60,2 Mio.

### Swiss Casino St. Gallen
Das Casino in St. Gallen verfügt über 197 Spielautomaten und 10 Spieltische auf einer Fläche von 1.502 m². Zum Live-Angebot zählen Roulette, Poker und Blackjack. Im Jahr 2024 waren dort 101 Mitarbeitende beschäftigt. Der Ertrag betrug CHF 24,6 Mio.

### Swiss Casino Pfäffikon
Innerhalb des Seminar- und Kongresshotels Seedamm Plaza im Kanton Schwyz gelegen, bietet das Swiss Casino Pfäffikon 180 Spielautomaten und 10 Spieltische. Die Spielfläche beträgt 1.000 m². Die Belegschaft umfasste 91 Personen, und der Ertrag betrug CHF 23,4 Mio.

### Swiss Casino Schaffhausen
Das kleinste Casino der Gruppe bietet auf 646 m² insgesamt 129 Spielautomaten und 6 Spieltische mit Roulette, UTH-Poker und Blackjack. 2024 waren 68 Mitarbeitende beschäftigt. Der Jahresertrag betrug CHF 11,7 Mio. Der Betrieb wird im Herbst 2025 eingestellt; Mitarbeitende und Ausstattung wechseln grösstenteils nach Winterthur.

### Swiss Casino Winterthur (ab 2025)
Das neue Casino im Sulzer-Areal Winterthur öffnet im Dezember 2025. Geplant sind 220 Spielautomaten, 8 Spieltische und eine 950 m² grosse Eventfläche. Das Konzept umfasst vier Bars, darunter eine öffentlich zugängliche Bar mit Snackangebot sowie eine Rooftop-Bar auf dem Dach der Loki. 85 Mitarbeitende werden zum Start erwartet.

### Online-Casino swisscasinos.ch
Das Online-Angebot swisscasinos.ch umfasst über 1.500 Spielautomaten sowie 74 Live-Games (Stand Mai 2025). Der Anbieter ist in der Schweiz lizenziert. Der Kundendienst ist rund um die Uhr in Deutsch, Französisch, Italienisch und Englisch verfügbar. Im Jahr 2024 beschäftigte der Online-Bereich 49 Personen und erzielte einen Ertrag von CHF 70,3 Mio.

### GEORGE Bar & Grill
Das GEORGE Bar & Grill ist im obersten Stockwerk des Haus Ober an der Sihlstrasse 50 in Zürich angesiedelt. Es bietet ein öffentliches gastronomisches Angebot mit Blick über Zürich. Das Restaurant gehört zur Swiss Casinos Gruppe und wird von der Holding betrieben.

## Swiss Casinos Holding AG
Die Swiss Casino Holding AG mit Sitz in Zürich fungiert als zentrale Dienstleistungsgesellschaft der Swiss Casinos Gruppe. Sie erbringt gruppenübergreifende Leistungen in Bereichen wie Unternehmensführung, Finanzen, IT, Marketing, HR und Compliance für alle Standorte. Die Holding befindet sich im selben Gebäude wie das Swiss Casino Zürich und koordiniert von dort aus die strategische und operative Weiterentwicklung der gesamten Unternehmensgruppe.

## Geschäftszahlen
Quelle: Geschäftsbericht 2024
- Bruttoumsatz: CHF 206,2 Mio.
- EBITDA: CHF 23,0 Mio.
- Konzerngewinn: CHF 9,0 Mio.
- Casinobesuche gesamt: 636.788
- Mitarbeitende: 562
- Eigenkapitalquote: 79,5 %

## Organisation und Führung
Quelle: Geschäftsbericht 2024
- Verwaltungsratspräsident: Hans-Ueli Rihs
- VR-Mitglieder: Philipp Sprenger, Stefan Rihs, Marc Baumann, Georg Wechsler
- CEO: Marcel Tobler[1]
- CFO: Peter Oesch (Stv. CEO)
- CMO: Adrian Meyer
- CIO: Thomas Zweifel
- Direktoren:
  - Thomas Cavelti (Pfäffikon)
  - Richard Frehner (St. Gallen)
  - Melanie Herzog (Schaffhausen)
  - Daniel Kullmann (Winterthur)
  - Marcus Jost (Zürich)
  - Patrick Mastai (Online Casino)
- Geschäftsführer GEORGE Bar & Grill: Miroslav Koch

## Spielerschutz und soziale Verantwortung
Swiss Casinos ist gesetzlich verpflichtet, Massnahmen zum Schutz vor exzessivem Spielverhalten umzusetzen. Dazu zählen unter anderem Identitätskontrollen, ein zentrales Sperrsystem sowie die Zusammenarbeit mit Fachstellen im Bereich Spielsucht. Seit Januar 2025 besteht zudem ein länderübergreifender Sperrdatenaustausch mit Liechtenstein.
Eine Untersuchung der Eidgenössischen Finanzkontrolle kommt zum Schluss, dass die Massnahmen der Schweizer Casinos grundsätzlich Wirkung zeigen und zur Prävention beitragen. Ergänzend stellt die Stiftung Sucht Schweiz klar, dass Spielbanken rechtlich verpflichtet sind, Spielverbote auszusprechen und entsprechende Kontrollmechanismen einzusetzen.

## Erlebnisangebote und Events
In den Casinos finden regelmässig Veranstaltungen statt, darunter die «Gambling Night» mit freiem Spielguthaben und Gewinnmöglichkeiten. Slot-Automaten sind an den Swiss Jackpot angeschlossen, der standortübergreifend funktioniert. Die Swiss Poker Championship (SPC) kombiniert Online-Qualifikation mit Live-Finalrunden und bietet einen Preispool von CHF 500 000, wovon CHF 100 000 für das Live-Final reserviert sind.